# Лунно затъмнение
Лунно затъмнение е астрономическо явление, при което видимият образ на Луната бива закрит напълно или частично от сянката на Земята. Лунно затъмнение настъпва, когато Луната навлезе в сянката на Земята, тоест Слънцето, Земята и Луната трябва да лежат на една права линия. От това изискване става ясно, че за да се получи лунно затъмнение, е необходимо Луната да се намира в пълнолуние. За разлика от слънчевите затъмнения, които могат да се наблюдават само от определени части на земното кълбо, лунните затъмнения се виждат от всяка точка на нощната половина на Земята. Лунните и слънчевите затъмнения се повтарят през 18 години и 11,3 денонощия. Този период се нарича сарос. В продължение на един сарос стават 28 лунни затъмнения, но те са разпределени неравномерно. Може цяла година да няма нито едно, а в други години може да има две или три лунни затъмнения. 

## В културата
В традиционния български фолклор лунните затъмнения се обясняват с магическо сваляне на Луната на земята - действие, извършвано от магьосници и бродници, за да извлекат от нея сили или знание.